# Đặng Mãnh Nữ
Đặng Mãnh Nữ (chữ Hán: 鄧猛女; ? - 165), còn gọi Đặng Mãnh (鄧猛), là Hoàng hậu thứ hai của Hán Hoàn Đế Lưu Chí - Hoàng đế thời Đông Hán trong lịch sử Trung Quốc.
Mặc dù được Hoàn Đế sủng ái, mẫu tộc của Hoàng hậu cũng nhận nhiều vinh sủng từ mẹ đến cháu trai nhưng bà không giữ được trái tim của Hoàn Đế, kết cục bị phế rồi qua đời. Họ hàng bà bị liên lụy, từ đó đánh mất toàn bộ vinh hoa phú quý.

## Xuất thân
Hoàng hậu Đặng Mãnh Nữ người Tân Dã, Nam Dương, xuất thân từ đại gia tộc Nam Dương Đặng thị, hậu duệ của Thái phó Cao Mật hầu Đặng Vũ - khai quốc công thần dời Hán Quang Vũ Đế.
Thời Hán An Đế, Hòa Hi Đặng hoàng hậu cùng Đặng Chất cũng xuất thân từ gia tộc này, do đó họ Đặng được xem là ngoại thích quyền khuynh thế trọng. Tuy nhiên cả hai lần lượt qua đời, Đặng gia bị Hán An Đế nghị tội, biếm đi khắp các vùng biên cương. Về sau họ Đặng được Hán Thuận Đế thương tiếc ban ân xá, dần dần quay về Lạc Dương.
Cha của Đặng Mãnh Nữ là Đặng Hương (鄧香), một quan chức bậc trung trong triều đình, anh em họ với Hoà Hi Đặng hoàng hậu. Mẹ bà là Tuyên (宣; không rõ họ, chỉ biết tên), sinh ra bà cùng một người anh tên Đặng Diễn (鄧縯). Đặng Hương mất sớm, Thị Tuyên tái hôn với Lương Kỷ (梁紀), cậu của Tôn Thọ (孫壽) - vợ Đại tướng quân Thừa Thị hầu Lương Ký đang thao túng triều đình. Do cha dượng họ Lương, bà được đổi họ thành Lương, gọi là [Lương Mãnh Nữ; 梁猛女].

## Đắc sủng lập Hậu
Thấy Mãnh Nữ nhan sắc tuyệt thế, Tôn Thọ nhận bà làm con nuôi rồi tiến cử cho Hán Hoàn Đế trong những năm Vĩnh Hưng. Ban đầu Mãnh Nữ vào Dịch đình, chỉ là một cung nhân hàm Thải nữ (采女), sau được Hoàn Đế sủng hạnh nên ban nhiều ân điển, tấn phong Quý nhân. Tiếp đó, Hán Hoàn Đế phong cho anh trai Đặng Diễn làm Nam Đốn hầu (南顿侯), ban vị Đặc tiến. Sau khi Đặng Diễn mất, con là Đặng Khang (鄧康) được kế vị tước.
Năm Diên Hi thứ 2 (159), Hoàng hậu đầu tiên của Hán Hoàn Đế là Lương Nữ Oánh qua đời. Tháng 8 cùng năm, Hán Hoàn Đế tru sát gia tộc họ Lương, Đại tướng quân Lương Ký bị giết. Đặng Mãnh Nữ được lập làm Kế hậu. Hán Hoàn Đế chán ghét họ Lương, cải họ của Hoàng hậu thành họ Bạc, phong mẹ bà làm Trường An quân (長安君).
Năm Diên Hi thứ 6 (163), quan viên thượng tâu Hoàn Đế rằng Hoàng hậu vốn là con gái của Đặng Hương, không nên cải họ. Hán Hoàn Đế lập tức sửa họ Mãnh Nữ thành họ Đặng như cũ, lại truy phong cha Đặng Mãnh Nữ làm Xa Kỵ tướng quân, ban tước An Dương hầu (安暘侯), mẹ bà lại được tiến thêm một bước phong, cải phong thành Côn Dương quân (昆暘君); cháu trai Đặng Khang thực ấp huyện lớn, cải thành Tỷ Dương hầu (沘暘侯), ban thưởng rất nhiều tiền tài. Không lâu sau mẹ Hoàng hậu qua đời, ban cho ngự liễn dùng làm lễ an táng, y theo lễ tang dành cho mẫu thân của Hoàng hậu Đại Hán. Em trai Đặng Khang là Đặng Thống (鄧統) kế thừa tước Côn Dương hầu (昆暘侯), sau làm Thị trung. Đường huynh của Đặng Thống là Đặng Hội (鄧會) kế thừa tước vị An Dương hầu cũ, đảm nhiệm chức Dũng sĩ Trung lang tướng (虎贲中郎将), lại phong em của Đặng Thống là Đặng Bỉnh (鄧秉) làm Dục Dương hầu (淯暘侯). Đặng thị tông tộc đều đảm nhiệm Giáo, Lang các chức quan cao cấp, dòng họ trở nên vô cùng hưng vượng.

## Bị phế và qua đời
Thời gian đầu Hán Hoàn Đế khá sủng ái Đặng hoàng hậu xinh đẹp. Tuy nhiên, Hoàn Đế không dành trọn tình cảm cho bà mà sủng ái nhiều phi tần khác như Điền quý nhân (田贵人) và Quách quý nhân (郭贵人). Đặng hậu trở nên kiêu ngạo và ghen tuông, luôn tìm cách hại các phi tần. Bà mâu thuẫn sâu sắc với Quách quý nhân, hai người thường xuyên gièm pha, vu cáo lẫn nhau trước mặt Hán Hoàn Đế. Có lẽ vì bà ngày càng giống cố Hoàng hậu Lương thị khiến cho Hoàng đế cảm thấy không hợp.
Năm Diên Hi thứ 8 (165), Hán Hoàn Đế quyết định phế truất Đặng hậu, giam vào lãnh cung. Đặng Mãnh Nữ qua đời không lâu sau đó, bị đem táng ở phía Bắc núi Mang Sơn. Gia tộc họ Đặng vốn được thăng chức kể từ khi Đặng hậu kế vị Trung cung, nay lại bị tước bỏ khỏi các chức vị. Hai người chú bác Hà Nam doãn Đặng Vạn Thế (鄧萬世) và Dũng sĩ Trung lang tướng Đặng Hội đều bị giam ngục mà chết. Đám người Đặng Thống cũng bị quan nhập bạo thất, bãi miễn quan tước, trục xuất về nguyên quán.